# En anden verden - et portræt af Erik Aschengreen
|  | Denne artikel er oprettet af botten Steenthbot ud fra en ekstern database. Den kan derfor have sproglige fejl eller mangler. Denne skabelon kan fjernes efter kontrol af indholdet. |

En anden verden - et portræt af Erik Aschengreen er en dansk portrætfilm fra 2020 instrueret af Jan Juhler.

## Handling
Erik Aschengreen har i sit lange liv skabt sig en nøgleposition i dansens verden og har i et utal af bøger og anmeldelser fortalt levende om de største og mest feterede dansere. I denne portrætfilm får han mulighed for at fortælle sin egen farverige historie, og hvad et liv i dansens passionerede verden har givet ham som menneske.

## Medvirkende
- Erik Aschengreen